# Tanacetum huronense
Espèce
Classification APG III (2009)
Tanacetum huronense (aussi appelée tanaisie du lac Huron) est une espèce de plante à fleurs de la famille des Asteraceae. Le parc provincial d'Athabasca Sand Dunes est une des aires de conservation de cette espèce.
La taxinomie de cette espèce est contestée : pour certaines auteurs, Tanacetum huronense Nutt. est synonyme à Tanacetum bipinnatum (L.) Sch.Bip., d'autres pensent qu'il s'agit d'une sous-espèce de cette dernière, Tanacetum bipinnatum subsp. huronense. D'autres auteurs acceptent toujours le nom Tanacetum huronense Nutt. comme celui d'une espèce à part.
C'est une plante herbacée.